# Hermannia velutina
Hermannia velutina är en malvaväxtart som beskrevs av Dc.. Hermannia velutina ingår i släktet Hermannia och familjen malvaväxter. Inga underarter finns listade i Catalogue of Life.